# 橋本京明
橋本 京明（はしもと きょうめい）は日本の男性YouTuber、作家、作詞家、占い師。肩書きはラスト陰陽師。

## 来歴

### 幼少期
福島県郡山市の源氏にルーツを持つ神官の家系に生まれる。幼い頃から霊視・予知をするなど不思議な力を持ち、幾度となく霊体験を繰り返した。霊能者であった親族から霊に対する魔の祓い方を教わったのが契機となり、8歳の頃から四柱推命をはじめとして紫微斗数、奇門遁甲など数々の占いを学んだ。

### 修行時代
高校を卒業し、大学に入学と同時に個人鑑定を開始した。その後、大学も卒業している。1998年、人の心を学ぶため数々の寺社へ修業の旅に出る。2004年、金峯山寺にて修行し僧名『崇達』を取得。2005年、比叡山行院にて修行し僧名『聖山』を取得。2006年、羽黒山にて修行し僧名『京明』を取得。2007年、高野山富山派にて修行し僧名『康之』を取得。

### 独立後
2007年、占い師として地元郡山市に開業。2008年、同市大槻町に「橋本京明オフィス」を開業。2009年12月、『くちこみっ!大捜索』（フジテレビ系）でテレビに初出演し、その時の占いの驚異的な的中率が話題となり、テレビや雑誌など各メディアに紹介される。2010年12月、著書「郡山の陰陽師橋本京明　魂の詞」で作家としても活動を開始。

### 東京移転後
2011年、東京都新宿区へオフィスを移転した。同年2月、自身初のDVDとなる「橋本京明の驚愕鑑定術~幸せのおまじない」を発売。2017年11月8日、一般人女性と結婚した。2018年8月、YouTubeチャンネル「陰陽師・橋本京明チャンネル」を開設し、YouTuberとしても活動を開始。2020年5月、チャンネル登録数が10万人に到達。2021年7月、ニコニコ動画でも動画配信を開始。2021年8月、自身初の作詞を担当した曲『月のない夜』と『空蝉』を配信し、作詞家としても活動を開始。2023年8月、羽生結弦が結婚を発表し、京明の占いが再度話題になった。2016年発刊の「フィギュアスケート　ファンブック！2016」（宝島社）の中で、京明が羽生を占うコーナーがあり、そこで羽生の結婚相手が「年上の女性」とし、「28歳に婚期が来る」と記しており、両方当たった為、話題になった。

## 人物
自身の血筋は源氏にルーツを持ち、祖父は源家だったが、祖父母の両方が橋本家に養子入りして結婚したらしく、京明が生まれる前に祖父は亡くなった為、祖父がなぜ源家を出たのかは京明も知らないと言う。また、先祖は京都の鞍馬寺の方に住んでおり、鬼一法眼からの血筋のルーツもある。
橋本は本名だが、下の名前と年齢は真名を知られることで霊的な攻撃を受けるのを避けるため、あえて非公開にしている。
京明が幼少期に住んでいた地域はなぜか自殺や変死が多発していたが、かつてその地域一帯には馬の墓があった土地で、住むのに良くない場所と言われていたことが判明。当時、まだ未熟だった京明が自身の師匠の占い師に相談すると、その地域はお祓いは無理だからと言われたため、すぐに引っ越した。
2017年に一般人女性と結婚している。
京明が高校生の時、友達と4人で「慰霊の森」に肝試しに行った際、向かっている途中で、京明は具合が悪くなってしまったという。そして、京明は付き添いの友達と一緒にコンビニで待機し、残り2人の友達が「慰霊の森」に向かった。しかし、朝になっても友達が帰ってこず、京明たちは心配になって「慰霊の森」まで様子を見に行った。すると、森の入り口にパトカーが止まって騒ぎになっており、京明らが不思議に思って警察に聞いたところ、森の奥で白髪の老人の遺体が2体発見されたという。しかし、その2体の老人の遺体が肝試しに向かった友達2人だと判明。なぜ若い高校生が白髪で老け込んだ遺体に変化したのかは、警察の見解でも不明だったという。
プライベートでは、原田龍二と仲が良い。

### 占術
下記占術が橋本京明の対応領域。
【命】九星気学、四柱推命、五柱推命
【卜】奇門遁甲、六壬神課、周易、干支秘法
【相】風水、手相、家相、墓相、姓名判断、人相
【星】二十七宿、二十八宿、紫微斗数
【秘】秘占術 (占術を組み合わせ用いる)、三式

## 作品

### 著書
- 郡山の陰陽師橋本京明魂の詞（2010年12月17日、説話社）
- 陰陽師・橋本京明のとらわれない生き方（2010年7月21日、大和書房）
- しあわせを運ぶ陰陽開運術 ~ことばはちから ことばはこころ~（2011年10月20日、扶桑社）
- 呪いを祓う55の方法（2014年10月22日、宝島社）
- 1%の幸運を100%手に入れる強運のつかみ方（2014年11月23日、大和書房）
- 陰陽占術 平成28年（2015年8月20日、泰文堂）
- 陰陽師・橋本京明のとらわれない生き方（2017年1月12日、だいわ文庫）
- 開運魔除け 陰陽師ブレスレット BOOK（2018年8月20日、宝島社）
- 強運のつかみ方~1%の幸運を100%手に入れる （2020年10月10日、大和書房）
- 霊供養（2021年3月12日、説話社）
- 埋火(うずみび) ひとりこっくりさん（2021年8月25日、説話社）
- あなたの神様とつながる56日開運帖（2021年11月18日、大和書房）
- 霊供養2（2022年12月20日、説話社）

### DVD
- 橋本京明の驚愕鑑定術~幸せのおまじない（2011年2月24日、ビデオメーカー）
- The Last 陰陽師 橋本京明~九星で占うアナタの運勢（2011年2月24日、ビデオメーカー）
- 橋本京明が迫る!!~実録 霊に憑かれた人々（2011年2月24日、ビデオメーカー）

### 音楽
- 『月のない夜』

作詞：橋本京明
作曲：もやしさらだ
編曲：ホリエアキラ
配信日：2021年8月28日
- 『空蝉』

作詞：橋本京明
作曲：もやしさらだ
編曲：ホリエアキラ
配信日：2021年8月31日

## 出演

### バラエティ
- くちこみっ!大捜索（2009年12月24日、2010年4月5日、フジテレビ）
- うわさ体感バラエティ くちこみっ（2010年4月6日 - 5月25日、フジテレビ）
- スクール革命!「大好評!占いでわかる!2012年運気を上げる方法」（2011年11月25日、日本テレビ）
- レディス4「新春占いスペシャル 2012年のあなたの運勢」（2012年1月4日、テレビ東京）
- サタネプ☆ベストテン「あらゆる占いで全てが判った!?新婚早々アブない夫婦ベストテン!」（2012年1月21日、TBS）
- L4YOU!（2013年1月4日、2014年1月6日、2015年1月5日、2016年1月4日、2017年1月4日、2017年3月30日、テレビ東京）
- 2013開運だヨ!女芸人全員集合～ニッポン列島 食べて願ってイイ女～ （2013年1月19日、テレビ東京）
- サキよみ ジャンBANG! 月刊ジャンプSQ.新連載「双星の陰陽師」の魅力 （2013年11月1日、テレビ東京）
- 京都なりきりツアーズ～偉人ゆかりの地を巡る! （2016年10月29日、テレビ東京）
- ＃ハイ_ポール ＜フジテレビからの!＞【クリープ尾崎世界観が女子の悩みに答えます】 （2016年12月8日）
- よじごじDays（2018年1月4日、2020年3月30日、2022年1月4日、2021年2月6日、2022年6月28日、2022年12月27日、2023年7月4日、2023年10月31日、2024年1月9日、テレビ東京）
- ハンサムジョーのゴッド5＜Wナイト＞ （2020年1月1日、フジテレビ）
- 幸せ!ボンビーガール 好きな人に会うため貯金全額使って渡韓の26歳…恋の行方は?（2021年1月26日、2021年2月2日、2021年3月16日、日本テレビ）
- 水バラ 真夏の絶恐映像 日本で一番コワい夜 激撮!古民家うごめく大量の魂（2023年7月12日、テレビ東京）
- ナンデモ特命係 発見らくちゃく!（2024年11月10日、2024年11月17日、福岡放送）